# Łąg
Łąg (kaszub. Łãg, niem. Long) – wieś borowiacka w Polsce, położona w województwie pomorskim, w powiecie chojnickim, w gminie Czersk. Liczy 607 hektarów.
Sołectwo Łąg obejmuje miejscowości: Łąg, Bukowa Góra, Szyszkowiec. Liczba ludności sołectwa wynosi 1217 (stan na 2 listopada 2021 r.).
Wieś leży w pobliżu linii kolejowej Tczew-Starogard Gdański-Chojnice, ze stacją Łąg i na trasie drogi krajowej nr 22.
W latach 1954–1971 wieś należała i była siedzibą władz gromady Łąg, po jej zniesieniu w gromadzie Czersk. W latach 1975–1998 miejscowość administracyjnie należała do województwa bydgoskiego.

## Historia

### Okres wczesny
Najstarsze ślady osadnictwa pochodzą z okresu wczesnej epoki żelaza, tzw. kultury wschodniopomorskiej (650-100 p.n.e.). Z tego okresu pochodzi 10 grobów skrzynkowych z płasko łupanych płyt piaskowca. Znalezisko to uznano za typowe dla tego terenu, w związku z czym że nie prowadzono na tym terenie poważnych prac archeologicznych, tym bardziej, że nieopodal odkryto wcześniejsze ślady (z epoki łużyckiej 1200-650 p.n.e.) w postaci kamiennych kręgów w pobliskim Złym Mięsie (zniszczone przed 1877 r.), Starzyskach (zniszczone w 1875 r.) i w bardziej znanych Odrach. Jeśli się weźmie pod uwagę, że prastary Łąg musiał znajdować się nad brzegiem jeziora – co sugerują stare zapiski i badania geologiczne oraz obecne ukształtowanie terenu i zasypany w końcu XX w. staw przeciwpożarowy – to można przyjąć, że istniały tu dobre warunki do jeszcze wcześniejszego osadnictwa. Z zapisków historycznych wynika, że do 1330 r. Łąg z Czerskiem, Brusami i Wielem należał do kasztelanii zaborskiej. Pod panowaniem Krzyżaków w 1330 wszedł w skład komturstwa tucholskiego. Pierwszy zachowany dokument lokacyjny pochodzi z 1354 r. W nim to Wojciech Doryng i stryj jego Paweł nadali sołtysom Tomaszowi i Hieronimowi 60 włok ziemi. Otrzymano też przywilej odprawiania 2 mszy w tygodniu. W tym też czasie zaczęto wznosić w Łęgu pierwszą drewnianą kaplicę. O tym wydarzeniu opowiada jedna z trzech legend dotyczących łęskiego kościoła. W 1385 r. komtur Rudriiger von Elzer zapisał mieszkańcom wsi 6 nowych włók ziemi. W tym czasie przez Łąg przebiegał już szlak handlowy.

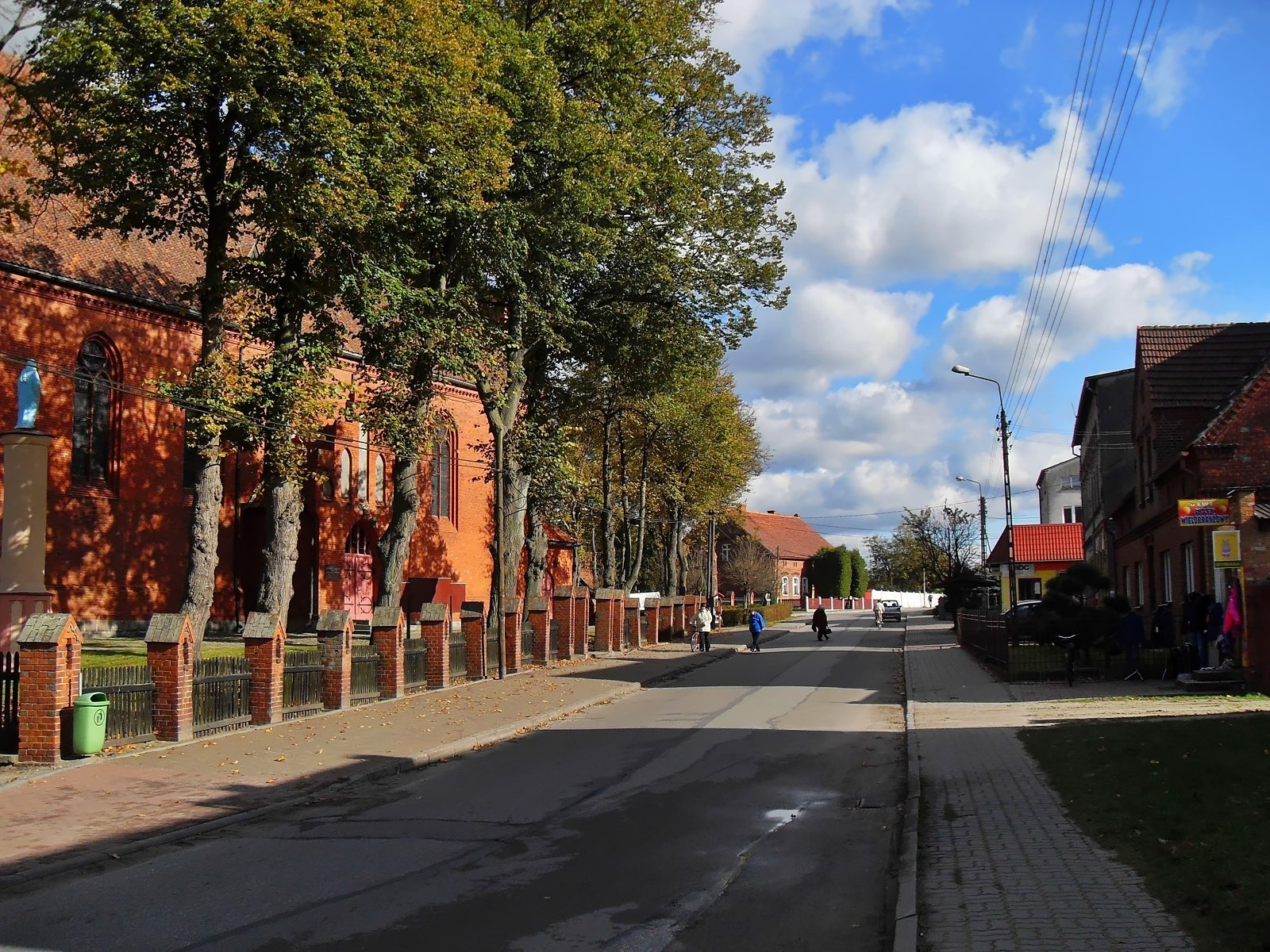
Ulica Długa w Łęgu na wysokości kościoła

### I Rzeczpospolita
Za czasów I Rzeczypospolitej Łąg był wsią królewską należącą do starostwa tucholskiego. W 1570 r. w Łęgu były 3 karczmy kościół i 11 gburów. Rok 1655 – początek potopu szwedzkiego przyniósł wyludnienie wsi, której mieszkańcy w obawie przed represją i grabieżą Szwedów chowali się w borach. Po odejściu zaborców Łąg pozostał zniszczony i ograbiony. Opowiada o tym kolejna z łęskich legend. W 1664 były w wiosce 4 karczmy i „pełniono straż leśną w puszczy i barci leśnej”.

### Okres pruski
W XIX wieku miejscowość była pisana jako Łęg. II połowa XIX w. i początek XX w. to okres dynamicznego rozwoju Łęga we wszystkich dziedzinach. Od 15 lutego 1859 łęski kościół stał się samodzielną parafią (dotychczas filialny kościół parafii Czersk). W 1867 r. wieś nawiedziła epidemia cholery. Stąd nad bocznym wejściem do kościoła znajduje się namalowany wizerunek św. Rocha, patrona od zarazy i zwierząt. W 1870 wybudowano przez wieś kolej „Wschodnią” (Chojnice-Tczew). W 1877 powstał Bank Ludowy oraz Towarzystwo Rolnicze (kółko rolnicze). W latach 1877–1882 parafia po śmierci (zagadkowym zniknięciu) proboszcza pozostawała bez kapłana. 14 I 1882 przybył do parafii oczekiwany nowy proboszcz ks. Augustyn Worzałła. On to w latach 1885-1887 wybudował obecny kościół w Łęgu i był animatorem wielu społecznych działań. W 1884 wieś liczyła 1087 ha powierzchni, miała 329 budynków w tym 134 mieszkalne. Żyło w niej 1025 katolików, 61 ewangelików i kilka rodzin żydowskich. 14 stycznia 1894 r. powołano polsko-chrześcijańskie towarzystwo ludowe „Oświata”. W roku 1898 wybudowano młyn parowy, który służył mieszkańcom do lat 70 XX w. (obecnie hotel-restauracja „Stary Młyn”). W 1904 powstało Polskie Towarzystwo Gimnastyczne „Sokół” gniazdo „Łąg”, a 17 października 1905 r. druhowie z OSP podpisali oficjalnie swój statut (zarejestrowany 27 X 1905). W końcu stycznia 1920 wieś zgodnie z postanowieniami traktatu wersalskiego przyłączono do państwa polskiego.

### Od dwudziestolecia międzywojennego do teraźniejszości
W latach 1928–1930 wybudowano przebiegającą przez Łąg „kolej francuską” (Bydgoszcz-Kościerzyna-Gdynia). Od tego czasu we wsi krzyżują się dwa szlaki kolejowe, choć nigdy nie przyniosło to dla Łęga większych korzyści. We wrześniu 1939 r. Łęga i okolic broniła grupa operacyjna „Czersk” pod dowództwem gen. bryg. Stanisława Grzmota Skotnickiego. Okres II wojny światowej to kolejny czas zniszczeń i prześladowań. We wsi znajdowała się placówka żandarmerii, która dawała się we znaki ludności polskiej (tablica ku czci zamordowanych znajduje się w wejściu głównym kościoła).
49 armia 2 Frontu Białoruskiego wyparła z Łęga Niemców 22 lutego 1945 r. Rok 1956 to budowa nowej szkoły podstawowej. W 1958 część Łęga przyłączono do Czarnej Wody.
We wrześniu 1999 otwarto nowy ośrodek kultury z biblioteką i remizą OSP.
Sołectwo Łąg licz. Od 2009 roku odbywa się tu impreza plenerowa Łęskie Kapuśniaki.

## Zabytki
Według rejestru zabytków NID na listę zabytków wpisana jest chata nr 18, ul. Kościelna 27, XVIII w., nr rej.: 396 z 2.11.1957. Obecnie chata jest składowana w częściach na terenie Parku Etnograficznym we Wdzydzach, gdzie w następujących latach ma zostać postawiona jako obiekt architektury ludowej. Na jej miejscu aktualnie znajduje się przedszkole "BAJKOWA KRAINA" w Łęgu.
Nad strugą ceglany młyn z końca XIX w.